# Bartolomeo Zaccaria
Bartolomeo Zaccaria (... – 1334) fu il primo marito di Guglielma Pallavicini (sposata nel 1327) e quindi marchese di Bodonitsa a seguito del matrimonio. Durante la sua vita, ebbe anche il titolo di Signore di Damala.

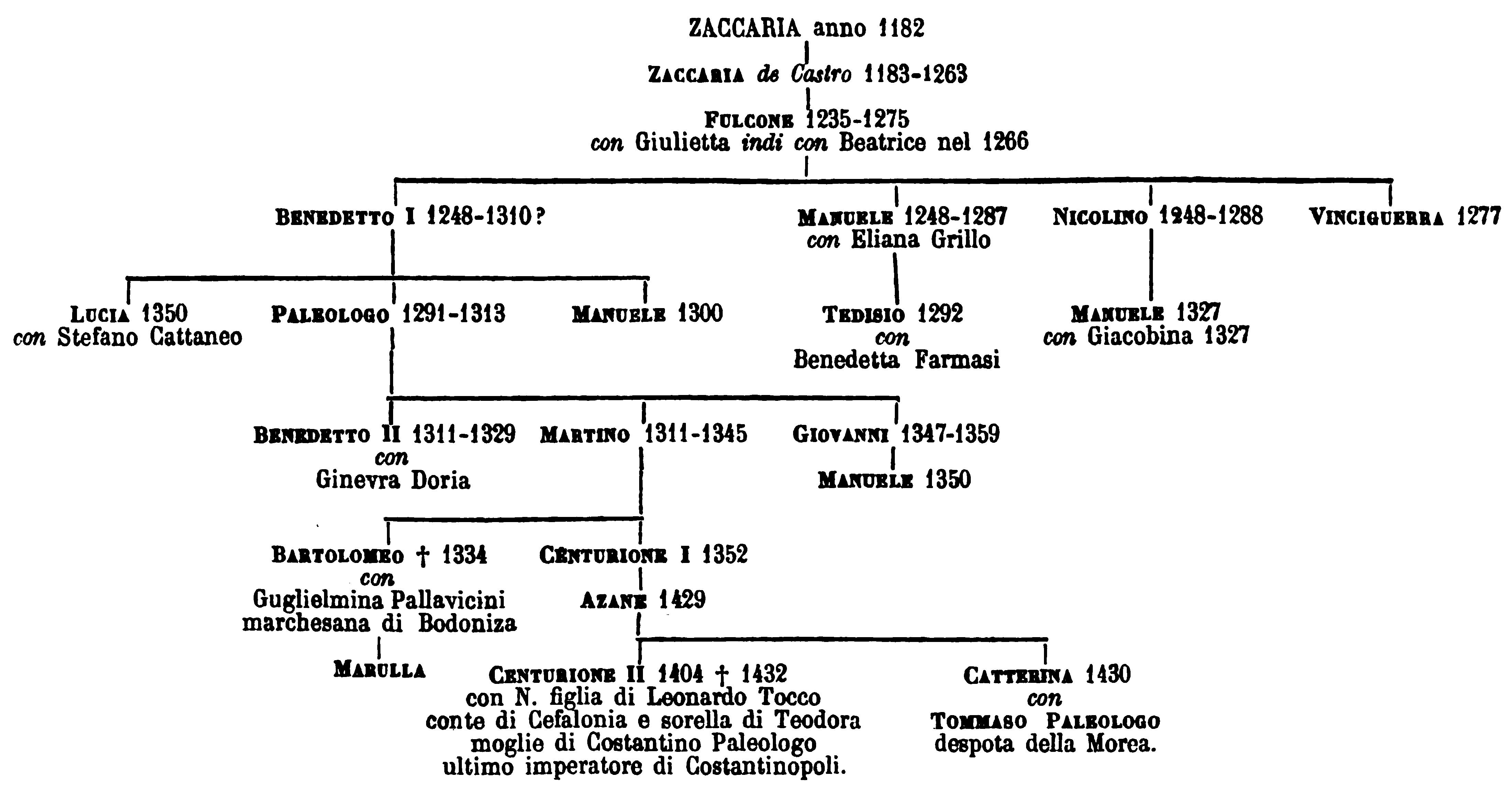
Albero genialogico degli Zaccaria nella Grecia Latina

Figlio primogenito di Martino Zaccaria, nato dalla famiglia genovese degli Zaccaria che governava Chio, Bartolomeo era un ottimo partito per la nobile ereditiera franca, che governava insieme alla madre Maria dalle Carceri e al patrigno Andrea Cornaro. Da giovane, fu costretto ad aiutare a raccogliere un riscatto per il padre prigioniero.
Durante un'invasione catalana, Bartolomeo fu catturato e portato in una prigione in Sicilia. Solo grazie alle suppliche di Papa Giovanni XXII fu liberato.
Era ancora giovane quando morì, ma lasciò una figlia di nome Maroúla.

## Ascendenza
|                     |   |                   | Genitori |  |  | Nonni              |  |  | Bisnonni             |  |
|                     |   |                   |          |  |  | Paleologo Zaccaria |  |  | Benedetto I Zaccaria |  |
|                     |   |                   |          |  |  | Paleologo Zaccaria |  |  | Benedetto I Zaccaria |  |
|                     |   | ? Paleologina     |          |  |  | Paleologo Zaccaria |  |  |                      |  |
| Martino Zaccaria    |   |                   |          |  |  | Paleologo Zaccaria |  |  |                      |  |
|                     |   | Giacomina Spinola | …        |  |  |                    |  |  |                      |  |
|                     |   | Giacomina Spinola | …        |  |  |                    |  |  |                      |  |
|                     |   | Giacomina Spinola | …        |  |  |                    |  |  |                      |  |
| Bartolomeo Zaccaria |   | Giacomina Spinola |          |  |  |                    |  |  |                      |  |
|                     | … | …                 |          |  |  |                    |  |  |                      |  |
|                     | … | …                 |          |  |  |                    |  |  |                      |  |
|                     | … | …                 |          |  |  |                    |  |  |                      |  |
| Maria Ghisi         | … |                   |          |  |  |                    |  |  |                      |  |
|                     |   | …                 | …        |  |  |                    |  |  |                      |  |
|                     |   | …                 | …        |  |  |                    |  |  |                      |  |
|                     |   | …                 | …        |  |  |                    |  |  |                      |  |
|                     |   | …                 |          |  |  |                    |  |  |                      |  |